# Nantes Atlantique Rink Hockey
Maillots
Actualités
Le Nantes Atlantique Rink Hockey, ou Nantes ARH est un club omnisports nantais affilié à la Fédération française de roller et skateboard. Le club a été créé en 1991, de la fusion de deux clubs nantais, afin d'avoir une élite au plus haut niveau national du rink hockey, sur le désir de la ville de Nantes et du Conseil général de la Loire-Atlantique. Avec près de 175 licenciés en 2014, le club est l’un des plus importants clubs de France. Alors que le club compte 255 licenciés en 2020 avant sa séparation de la section artistique, nn 2021, en raison de la situation sanitaire, le club perd 30% de ses licenciés. Il n'est reste plus que 138 en comprenant la section roller derby, nouvellement créée. Il est le 5e plus important club de France par son nombre de licenciés en 2013.
Jusqu'en 2014, le NARH propose au plus jeune d'apprendre à patiner avant de commencer une initiation à une seule discipline de la FFRS, et propose aux adultes une section loisir. Le club a aussi pour mission de s'impliquer dans les quartiers, dans les écoles et dans les centres périscolaires. Désormais, trois disciplines sont pratiquées : le patinage artistique, la randonnée et le rink hockey.

## Repères historiques
Le 2 février 1991, l'« Association Sportive des Jeunes de Nantes » change son titre, qui devient le « Nantes Atlantique Rink Hockey ».
Le 1er septembre 1991 la section rink hockey de l'Association Sportive et Culturelle Notre-Dame-de-Toutes-Aides (section  Roller-skating) fusionne avec le « Nantes Atlantique Rink Hockey ».
Lors de la saison 2008/2009, l'équipe fanion aurait dû être reléguée, mais en raison du désistement du club de Roubaix pour monter en Nationale 1, le NARH a pu se maintenir en Élite. Mais, après avoir évolué pendant vingt années consécutives dans le championnat français de Nationale 1, l'équipe première est reléguée en Nationale 2 à la fin de la saison 2009-2010. Lors de ces vingt années, elle a connu douze participations en Coupe d’Europe.
En 2011, les équipes féminines du NARH et de l'ALSS fusionnent afin de créer l'équipe du Rink Hockey Féminin Nantes Métropole.
En 2013, l’équipe réserve remporte le titre de champion de France de N3 qui s’est disputé à Nantes le 1er  et 2 juin 2013.
En 2014, pour la deuxième saison consécutive, le club perd le match des barrages qui lui aurait permis d'accéder à la N1. En juin 2014, un projet d'absorption du club du Nantes Longchamps Patinage à Roulette est étudié. Il sera voté en juillet 2014.
En 2015, le club retrouve le plus haut niveau : la Nationale 1 élite. Il termine champion de France de Nationale 2. À la fin de la saison le club se place à la 8e place sur 12 et se maintient donc dans l'élite.
En 2016, le club évolue en Nationale 1 élite.

## Structures du club

### Historique des présidents
| Rang | Nom                | Période   |
| ---- | ------------------ | --------- |
|      |                    |           |
| 2    | Maxime Guillaume   | -2000     |
| 3    | Martial Morgen     | 2000-2008 |
| 4    | Philippe Piro      | 2008-2012 |
| 5    | Pierre Surun       | 2012      |
| 6    | Benoit Malhere     | 2012-2013 |
| 7    | Vincent Badts      | 2013-2016 |
| 8    | François Terrien   | 2016-2018 |
| 9    | Sébastien Blanquet | 2018-2019 |
| ?    | Bruno Pottier      | ?-2021    |

### Infrastructures

#### Croissant
Le centre du Croissant à Nantes regroupe une salle de hockey sur roulettes en parquet  d’une dimension de 48 m sur 28 m. Elle a une capacité d’accueil de 600 places, tout comme la seconde salle de judo d’une taille de 46 m sur 35 m. Le NARH utilise cette salle pour les entraînements jeunes et seniors, et y organise ses matchs. Les créneaux horaires dans cette salle représentent 19 heures.

#### Joël Paon
Le gymnase de Joël Paon, mis en service en 1968, a une architecture très particulière entre « le hall de gare non climatisé et le hangar désaffecté de cambrousse », d‘une capacité de 100 places et d‘une dimension de 32 m sur 20 m. Le NARH utilise principalement la salle pour les entraînements des catégories jeunes.
La ville de Nantes a décidé de réhabiliter cette salle en 2010, qui a été fermée durant une période allant de juin 2011 jusqu’à l’automne 2012.
Le gymnase, réalisé par la ville de Nantes et l'architecte Sylvie Julien, avec un budget de 2 155 000 €, a été officiellement inauguré en juin 2013. Les nouvelles dimensions du gymnase sont de 30 m sur 20 m, pour une capacité de 100 places.
En 20 septembre au 31 octobre 2018, la salle est indisponible en raison de l’accueil des 500 à 700 migrants du square Jean-Baptiste-Daviais, répartis sur cinq gymnases,.

#### Longchamp
La salle de Longchamps est partagée avec d'autres clubs sportifs.

## Section rink hockey

### Entraîneurs
- -2016 :  Cédrik Cayol
- 2016-2019 :  Gaëtan Guillomet
- 2019-2020 :  Jordi Expósito Rivera[23]
- 2020 :  Marc Baldris
- 2021- 2022 :  Florent Luce
- 2022 - :  Marc Baldris

### Palmarès

#### Équipes Senior
| Compétitions nationales | Compétitions internationales                                                                |
| --- | ------------------------------------------------------------------------------------------- |
| - Championnat de France N1 (1) - Champion : 1995 - Vice-champion : 1993 - Championnat de France N2 (1) - Champion : 2015 - Vice-champion : 2007 - Championnat de France N3 (1) - Champion : 2013 - Vice-champion : 1993, 1994, 2006, 2008 - Coupe de France - Meilleure performance : finaliste en 2017 | - Coupe d’Europe - Meilleure performance : Quart de Finales 2018 - 8e finales en 1995, 2006 |

#### Équipes Jeunes
| Poussin U12 | Benjamin U14               | Minime U16                                                   | Cadet U18            | Junior U20                                       |
| ----------- | -------------------------- | ------------------------------------------------------------ | -------------------- | ------------------------------------------------ |
|             | Vice-champion : 1992, 2015 | Vice-champion : 2010 et 2016 (qualification en Eurockey Cup) | Vice-Champion : 2019 | Champion : 1997, 2006 Vice-champion : 1998, 2004 |

### Identité

#### Couleurs et maillots
| 2009-2010 | 2010-2011 | 2011-2012 | 2012-2013 | 2013-2014 |

#### Blason
Le logo du NARH s'inspire du logo que la ville de Nantes a adopté quelques années auparavant. En effet, le logo du NARH reprend la forme hexagonale que font les sept bandes grises de l'ancien logo de Nantes. La vague bleue rappelant la forme de l'estuaire a été remplacé par une crosse et une balle. Le nom du club a ensuite été incrusté dans le dessin afin d'obtenir le logo final.

### Joueurs du club

#### Joueurs en équipe de France
| Nom Prénom                   | Sélection | Période              |
| ---------------------------- | --------- | -------------------- |
| Hocde Benoit Bonneau Baptise | ? …       | ?-1996-1999-? 2015 - |

Effectif 2016-2017

## Administration
En 2017, le budget provenant des collectivités s'élève à 30 000 euros.
En 2021, le prix de la licence est de 190 euros.